# Junki Takegami
Junki Takegami (武上純希?, Takegami Junki; Kagoshima, 26 febbraio 1955) è uno sceneggiatore giapponese che lavora principalmente nel campo dell'animazione giapponese. Ha iniziato a lavorare nel 1980 con il nome Shôzô Yamazaki come montatore di alcune serie fra cui Baldios. Successivamente si è specializzato nella stesura di sceneggiature ed ha lavorato in oltre quaranta serie. Ha realizzato la sceneggiatura per svariati anime come Evelyn e la magia di un sogno d'amore, Magica, magica Emi, Maison Ikkoku, City Hunter, Alé alé alé o-o, Stilly e lo specchio magico, One Piece, Gunslinger Girl, Pokémon ed altri. Ha inoltre collaborato alla stesura della sceneggiatura del film cinematografico Gao-Ranger nel 2001.